# Kara lahana sarma
Kara lahana sarma (també conegut com a kara lahana sarması), Kara lahana dolma (o també kara lahana dolması) o Etli kara lahana dolması (tots signifiquen sarma/dolma de col verda en turc, l'última versió inclou "amb carn") és un plat a la cuina turca que consisteix en sarmas de fulles de col verda farcides de carn vermella amb una mica de bulgur. És un plat calent (estofat) amb cebes picades, salça i espècies i gairebé sempre es menja amb una salsa de iogurt amb all. És una especialitat culinària de la Regió de la Mar Negra on kara lahana (col verda) s'anomena "pancar" o "kara pancar".